# The Oh Hellos
The Oh Hellos est un duo de rock folk américain formé en 2011 à San Marcos, au Texas.
Il est composé de Tyler et Maggie Heath, frère et sœur dans le civil.

## Discographie
- The Oh Hellos (2011)
- Through the Deep, Dark Valley (2012)
- The Oh Hellos' Family Christmas Album (2013)
- Dear Wormwood (2015)
- Notos (2017)
- Eurus (2018)
- Boreas (2020)
- Zephyrus (2020)